# Carl Fallberg
Carl Fallberg (Cleveland, 11 de setembro de 1915 – Glendale, 9 de maio de 1996) foi um autor norte-americano que escreveu muitas das histórias em quadrinhos Disney desenhadas por Paul Murry na revista Walt Disney's Comics (and Stories), especialmente entre 1953 e 1962. Um dos personagens por si inventados foi o Lobinho, o filho do Lobão
O primeiro número da primeira revista mensal do Mickey lançada em Portugal, em Abril de 1980, pela Editora Morumbi, contava com uma história sua, com os personagens Mickey e Pateta: Em Busca do Selo Perdido (The Great Stamp Hunt), publicada originalmente nos Estados Unidos entre 1956 e 1957.